# Osredak
Osredak är ett samhälle i Bosnien och Hercegovina.   Det ligger i entiteten Republika Srpska, i den centrala delen av landet, 110 km norr om huvudstaden Sarajevo. Osredak ligger 171 meter över havet och antalet invånare är 314.
Terrängen runt Osredak är kuperad västerut, men österut är den platt. Osredak ligger nere i en dal.  Närmaste större samhälle är Stanari, 5,2 km öster om Osredak. 
Omgivningarna runt Osredak är en mosaik av jordbruksmark och naturlig växtlighet. Runt Osredak är det ganska tätbefolkat, med 67 invånare per kvadratkilometer.